# 길타령
길타령(－打令)은 삼현육각(대금·당적·향피리 2·해금·장고·북)으로 연주되는 행악 즉 행진곡의 하나로, 취타·길군악에 이어서 연주된다. 영산회상의 타령과 관련이 있는 곡이다. 장단은 4박 좀 빠른타령 장단으로 되어 있다. 피리는 한 구멍 치켜잡고 분다. 본마루와 돌장으로 구분되는데 본마루는 4장단 단위로 장을 세분, 3장으로 가르기도 한다. 돌장 3장에서 시작하여 본마루로 간다. 끝에는 염불타령으로 가는 경과구가 있다. 길타령은 일승월항지곡(日昇月恒之曲) 또는 우림령(雨淋鈴)으로 부르기도 한다. 명쾌한 음악이다.